# Tartarus nurinensis
Tartarus nurinensis là một loài nhện trong họ Stiphidiidae.
Loài này thuộc chi Tartarus. Tartarus nurinensis được M.R. Gray miêu tả năm 1992.